# Tillandsia subinflata
Tillandsia subinflata är en gräsväxtart som beskrevs av Lyman Bradford Smith. Tillandsia subinflata ingår i släktet Tillandsia och familjen Bromeliaceae. Inga underarter finns listade i Catalogue of Life.